# 七龍珠GT
《七龍珠GT》（日語：ドラゴンボールGT，簡稱：DBGT）是改編自日本漫畫作家鳥山明的漫畫《七龍珠》，在1996年2月7日到1997年11月19日播放的原創電視動畫節目。日本官方將節目稱為「系列的完結作」、「系列的最終作」與「為這個項目結束的製作企劃」。在日本首播期間1997年3月26日穿插一集電視特別節目《七龍珠GT 悟空外傳!勇氣的證明是四星球》（ドラゴンボールGT 悟空外伝!勇気の證しは四星球）。
日本版的開頭故事發生在《七龍珠Z》故事結束的五年後的未來；美國版的Funimation更改為《七龍珠Z》故事結束的十年之後的未來。任職於東映動畫的職員曾參與《七龍珠Z》之後改作《靈異教師神眉》的小山高生在Twitter回答「《七龍珠GT》為前一個電視節目動畫《七龍珠Z》故事的續集。」原作者鳥山明在2005年發售的DRAGON BALL GT DVD BOX Dragonbook親筆書寫中，將本作定調為原作《七龍珠》漫畫的サイドストーリー（Side Story，外傳）作品。

## 作品解說
原作《七龍珠》漫畫結束後，東映動畫公司的《七龍珠》工作人員、富士電視台以及贊助商希望繼續在星期三傍晚七點間製播《七龍珠》動畫續集，同時也是《七龍珠》動畫系列最後一部傳統動畫呈現的4：3標準規格作品。原本《七龍珠GT》是描绘“与魔人布欧从最终决战结束到最终话为止的10年间”的原创故事为新作，由工作人员、电视台、赞助商等人提出想法：“原作漫畫在《七龍珠Z》製播期間完結篇，當時我們收到結局後，我自己和其他現場工作人員都不覺得這已經是結局”。原作者·鸟山明和週刊少年JUMP编辑部的商谈中提出的意见基础上，決定描绘“原作的最终话后”的故事。
《七龍珠》以「动作」和「有趣」的气氛踏上寻找七龙珠之旅，本作《七龍珠GT》以「回归原點」的想法为創作基础。原作的世界观非常广阔，比起地球，宇宙的规模更大，「无论有怎样的家伙都被允许」。「到第26話为止，《七龍珠GT》主要以宇宙為故事舞台‘行星冒险’和‘宇宙戲劇’的題材為主的内容。當初略剧本完成時大家开始思考『一直描述旅行的话题，应该没什么意思。』；“《七龍珠系列》的话，还是要帶出爽快感。在日常生活中觸發战斗的展开應該很有趣。”因此和原作相同，本作也從日常生活自然转向战斗劇情。
在上一部節目《七龍珠Z》曾有日本地區年幼的观众孩子因为魔人普烏篇的孫悟空有一段時間没有出现而拒絕觀賞的情況，由此《七龍珠GT》故事的戰鬥部分以悟空为主軸，故事的主角分別是孫悟空和他的孫女小芳。此外也承襲之前的《七龍珠》動畫系列“夢、努力、友情、戰鬥、冒險、成長”的主題。
《七龍珠GT》的結尾悟空可能已經死亡。負責企劃的森下孝三先生對此談及：“最後悟空是活著還是死了以及結局是從《七龍珠GT》企劃立案的時候就已經決定好了。”而負責劇本的前川淳先生說明：“悟空或許因為保衛地球而犧牲了，但是或許並非如此，而是成為其他的某種東西再次登場。應該要怎麼判斷，留給觀眾在看完之後去想像。”；“希望觀眾可以切身地感受類似在現實世界裡，我們腦海中對於‘死亡’的印象所產生的傷感。”另外，1997年出版的《七龍珠GT完全檔案Nol.2》中提到：「在所有戰鬥結束之後，孫悟空乘坐在神龍的背說出『神龍的背部，好溫暖…』然後去一個凡人們無法到達的遙遠神靈地方，在那裡接受另一段修行了。」悟空的日本聲優野澤雅子婦人則談到：“我很高興在劇本裡，製作人並沒有清楚地寫出他已經死了這個台詞」；「我想悟空是一個單純與善良的孩子，他也會一直活在大家的心中，所以我相信總有一天會再次相遇。”。
另外，《七龍珠GT》的故事可能也傳達某些價值觀和寓意。前川淳先生說：“在最終話神龍說出重大的事實，以及悟空跟隨神龍和七龍珠離開的事情包含不再依靠七龍珠的力量，用自己的力量去重建復興。”；“在擺脫困境之前要先知道自己的夢想目標，用自己的力量和努力去經歷這段過程，到最後完成。”；“七龍珠在最後一個故事成為敵人，但是七龍珠裡只有四星球不受此影響。”。
《七龍珠GT》的敵人是從以前就登場的敵人再延伸下來。森下孝三先生說：“比起創造新的敵人，如果從以前的故事來延伸，故事的發展會更有說服力。貝比是茲夫爾人，超級17號是人造人類，邪惡龍是七龍珠。從過往的世界觀就存在的故事是《GT》的製作基礎。”。故事劇情主要描繪「實現夢想的道具‘七龍珠’，在過去《七龍珠》動畫作品系列的故事即使犯下錯誤都能利用七龍珠獲得修復，在極端的情況下就連失去的生命也能很快地恢復生機。」製作人希望觀看節目的孩子能思考在一個不存在七龍珠的現實世界中的一些問題，和希望向觀眾傳達「在困境中能明白夢與目標，藉由自己的力量找尋和經歷中間的過程直到解決問題，最後達成」的故事。
在人物設定和作畫方面，2006年東映動畫研究所動畫師的工作與魅力中，負責本作人物設定的中鶴勝祥先生談到：「《七龍珠GT》最早是東映動畫這邊提出來的‘想做成這樣內容的作品’。新系列的開始不論哪個方面都很困難，但是從作畫的角度來看怎麼樣呢？《七龍珠》這個系列的製作有不少必須‘配合原作’的要求，因為原作的畫很扎實，所以是能畫出來。即使人物設定表不一致或是沒有特別繪製，也可以看著漫畫，一邊描繪這些原畫。到了《七龍珠GT》因為已經替鳥山老師的原作連續參與原畫很多年，所以人物設定表不用做那麼細節的東西，只有一張圖表大家就能畫出來。」；「第一要點就是不破壞原作的風格，而且能帶入其它新的想法，如果能讓人覺得‘這麼說起來，以前從來都沒有這種類型的登場人物呢’這樣就好了。」。

## 獎項
在日本，《七龍珠GT》屬於1990年代「アニメの神様（動畫的神）」的其中一部作品，相關系列的還有1980年代《七龍珠Z》亦被列為「アニメの神様」作品，二個電視節目動畫經常在東京都會電視台播放。在2013年4月世界MIPTV的50週年記念「世界のテレビを変えた50作」中，其中獲獎的1996年東映動畫製作《七龍珠GT》被列選為最具影響力的一番良好電視節目。東映動畫則回應說在參加MIPTV紀念活動之際，也期待和榮幸與他們成為新合作夥伴關係。

## 製作
《七龍珠GT》的製播期間因應東映動畫的「東映漫畫節」，製作團隊曾經企劃製作關於《七龍珠GT》的劇院電影動畫版，主要受眾客群由兒童少年變更為青年，然而製作企劃並沒有成立。2017年在西班牙第27屆世界動畫漫畫博覽會中，東映動畫的職員在回答是否在《七龍珠超》的製作期間考慮變更受眾對象時答「不能很輕鬆地改變」。《七龍珠GT》在企劃階段該節目的最後結局已被確定，另一邊的《七龍珠Z》仍在製作中。《七龍珠GT》最先完成的大綱為「終極七龍珠篇」約26話，與實際只有22話的劇情相對被縮短。前期版本的開場主題歌「DAN DAN 心魅かれてく」中出現的巨型戰士是在終極七龍珠篇的製作過程中棄用的敵人，其後的貝比、超級賽亞人4、超級17號與邪惡龍等故事是在進行微調時才被確定。
《七龍珠系列》電視動畫節目系列首次使用雙聲道音頻製作，也是首次使用單格靜畫的作品。由於1996年東映動畫製播的所有新動畫節目都引入由東映視訊開發的光學影像技術“Fine Negative Video System”，通過CX端影像和D2-VTR連續播放形成動畫，因此畫面的色調被改變。GT與其它1996年由東映動畫製播的動畫作品畫面皆為 23 FPS，與《七龍珠》及《七龍珠Z》的 24 FPS 略低。本作也是《七龍珠系列》最後一套传统动画。播放期間主要工作人員也有變動，由於負責劇本統籌及情節主編的松井亞彌請產假，該節目從第40話起缺席，並由前川淳主導接下來的24話。
作畫團隊和《七龍珠Z》的後半段都同樣有著一些更動。部分原負責原畫的動畫師升遷擔當作畫監督，而原本當作畫監督換下來偶爾擔當原畫的職位小改變。原由前田實所帶領的團隊成員早從Z的後半段起就被拆散，來協助支援其他作畫團隊，但是另外的四組作畫團隊則幾乎沒有變化，從《七龍珠》繼承下來至《七龍珠GT》完結篇，甚至接下去參與下一個節目：數位化《怪博士與機器娃娃》版本的作畫。和1992年前田實離開後東映動畫積極替補人力，請來兩批新的七龍珠作畫團隊直至完結篇。

## 原作者關聯
作为原作者的鸟山明，与故事的剧本制作没有关系。本作在構思階段時，「GT」這個標題由鳥山明提出，在眾多之意中最主要以“Grand Tour”（壯大之旅）的意思命名的，包含“Galaxy Tour（银河之旅）”、“Galaxy Touring（银河之旅）”、“Great Touring（偉大的旅行）”等意思。是在本作正式推出前二個月，1995年12月由鳥山明一手完成標題及其標題設計“Grand Tour”（壯大之旅）。在2005年發售的，來自鳥山明的親筆留言中，鳥山明提到「GT一詞原本是汽車用語‘グランツーリスモ（Gran Turismo）’，也就是指速度快、性能又高的車子之意。不過在這部動畫中，由於故事內容設定為‘在宇宙中到處奔走’包含著Grand Tour壯大的旅行的涵義，這就是各位所看到的七龙珠GT。如果各位能和我一起開開心心地欣賞原作《七龍珠》壯闊的外傳故事《七龍珠GT》，那將會是我的一大榮幸！」。
鳥山明主要的人物設計是少年孫悟空、小芳、特南克斯、吉魯、貝吉達、孫悟飯、孫悟天、克林的頭髮由黑色改為灰色並加上鬍子、撒旦先生、布拉、琪琪、維黛兒、布瑪和烏普，以及章魚型的宇宙船的機械設計；其他人物的設計則由中鶴勝祥先生設計。鳥山明得到東映動畫的原始劇本和查閱故事綱要後提出了一些建議。中鶴勝祥根據鳥山提供的人物原案繪製成十三張影像板。看到这个印象板的时候，鸟山说“咦，我是不是有画了这样的画？”中鹤证言道，“重要的超级赛亚人4设定也是我画的，一边嘗試错误，一边構圖，给鸟山老师送去的时候，我想已經被稍微修正，但是想法本身没有变化，所以很开心。”在《七龍珠GT DVD BOX》的小冊子中，鳥山老師也畫了一幅超級賽亞人四畫像。中鶴勝祥先生：「我非常感謝鳥山老師繪畫動畫原創角色。當時在紀念《七龍珠》動畫完結篇的一個大型聚會裡，鳥山老師在紙上畫了一幅《七龍珠GT》的少年悟空給我，我本身也很喜歡那個時候的悟空，當時心理想著‘我真是一個幸福的Fan。（笑）’」。
鸟山说，「對粗略的腳本和故事构成的初期情节稍微做了些建议」；「大体就是这种感觉的粗略腳本，让人看了之后觉得很有趣。」；“我还没看过，但是既期待又害怕剧情的展开。如果他們以輕鬆和緊湊的發展的話，我很期待。我心中的七龙珠早已经结束了，不过，动画片还多亏职员們的努力和粉絲們的支持才得以持續下去。”。
鸟山在2005年的DVD-BOX中表示，“電視动画方面會再持续一段时间，但是我已经到達極限了。因此，接下來《七龙珠》的动画包括故事情节，全權交给动画制作人员们”；“因為是長久以来一直替七龙珠系列製作的优秀工作人员们，所以我很放心。”。
於GT播放的前一日（1996年2月6日），鳥山明接受採訪被問到：「關於七龍珠新的電視動畫系列，您參與了哪些？」，他答道：「一點兒。我審閱東映動畫公司的故事大綱後提點建議。此外，我畫一些人物設計跟概念圖。但是真的很有趣，有一種‘啊，原來可以這麼做’的感覺，東映動畫的各位，每個人真的都為此絞盡腦汁，我覺得悟空被變成小不點會讓他們相當地頭疼。有了這個故事，我甚至有可能再繼續漫畫的連載，雖然我不打算繼續畫漫畫。（笑）」。
在2013年的書籍中，鳥山明談到：「那個時候連載已經結束了，我的頭腦思考接下來的工作。所以…對《七龍珠》的設計稍微有點抗拒。但是他們能繼續製作下去，真的非常感謝（笑）。」」；「因為那是在連載結束後不久發生的事情，所以我沒有在乎東映動畫發送來的《七龍珠GT》內容，但是我記得曾經為他們盡力繪製了所需的設計圖。」。在2014年的《七龍珠改》試映會上發表的評論中，完成魔人普烏的戰鬥之後，鳥山明曾表示“我已經沒有畫戰鬥漫畫的興趣了」。在2016年的那本書中，他則談及：「當我想到原作的結局時，我認為必須要說‘這次我真的要結局了’，所以我把時間設計在10年後...但是沒想到動畫會接下去，所以我認為這家動畫製作公司會很苦惱吧（笑）。」。

## 故事概要

### 終極七龍珠篇
第1話~第22話

接續上一部電視節目《七龍珠Z》的故事，孫悟空和轉世的烏普進行培訓的五年之後，十五歲的烏普受到孫悟空的教誨，成功地成為一名出色的菁英戰士。此時一心想征服世界的皮拉夫與阿修及小舞一夥人闖入神殿裡竊得上一代天神和比克大魔王分體前創造的終極七龍珠。皮拉夫大王不經意許下願望讓悟空變成小孩子後(戰鬥力卻沒有變)，終極七龍珠飛散宇宙各處，要是在一年內無法集齊終極龍珠的話，最初許願的星球便會被自動毁滅。為了讓地球逃過爆炸的厄運，孫悟空和他的孫女小芳、特南克斯一同搭上宇宙船踏上尋找終極龍珠以拯救地球的宇宙冒險之旅。

### 復仇鬼貝比篇
第23話~第41話

收集七顆終極龍珠的孫悟空一行人在旅途中遭遇新的威脅，過去被賽亞人滅絕的茲夫爾人為了復仇洩恨，於是宇宙邪惡科學家—繆博士創造出了貝比，不料卻反過來被貝比殺害。貝比之後前往地球，先後附身在孫悟天、孫悟飯、貝吉達等戰士體內進而洗腦地球人和同伴。最後選擇了貝吉達作為其附身對象。
返回地球的孫悟空被擊敗掉進雙六空間。在那裡孫悟空失去所有的能力，和裁判沙伍郎父子玩擲骰子的大富翁遊戲。後來，孫悟空揭穿沙伍郎父子的真實身份後，雙六空間開始崩潰了。此時恢復能力的孫悟空和沙伍郎父子受到界王神的幫助下，從崩潰的雙六空間一起逃離來到界王神界，老界王神、界王神與沙伍郎父子倆一起協力將孫悟空的尾巴拉出來，再一次和貝比對決。戰鬥中孫悟空變成失去理性的黃金大猿，但是經過孫女小芳的眼淚和對地球深切的感情後，孫悟空開始恢復理性變身成為超級賽亞人四打敗貝比。最後因為貝比在先前使用終極七龍珠創造茲夫爾星球的緣故，地球還是逃不了爆炸的厄運。孫悟空變身成為超級賽亞人四利用瞬間移動與比克最後的力量，和其他同伴們的協助下，一起將地球上的所有人類與生物帶到茲夫爾星球避難。此時，比克以「將終極七龍珠毀滅、從此無法再使用」為由，決定留在地球接受與之相同的命運。地球爆炸後，納美克星人向波倫加許願、重新讓地球恢復原狀，並將所有人類與生物帶回地球。

### 特別節目
在第41話和第42話中間播出的電視特別篇悟空外傳!勇氣的證明是四星球

這是孫悟空第六代子孫的故事，發生在第64集「再會了，悟空…後會有期」天下第一武道大會之前、貝比復仇事件結束的一百年後的世界。身邊的親友紛紛過世，就連烏普也在兩年前過世，只剩下小芳還活著，然而此時的小芳已經是一位老奶奶。由於小芳非常思念爺爺孫悟空，因此建立一個碑紀念孫悟空爺爺。小芳有個孫子，外貌與悟空爺爺十分相似，所以取名叫孫悟空Jr.。但是悟空Jr.個性懦弱不擅戰鬥，在學校總是受到同儕欺負，令身為奶奶的小芳很傷腦筋。

有一天小芳因病倒地不起，在醫院裡小芳告訴悟空Jr.：「你需要的不是力量，而是勇氣；是你覺得不害怕周圍的任何事情，那才是真正的力量」。悟空Jr.下定決心朝著包子山和帕庫踏上尋找七龍珠的旅行。後來悟空Jr.經歷一番苦心的冒險終於來到包子山悟空爺爺的住所，在裡面發現一顆四星球，同時悟空Jr.與悟空爺爺相遇。悟空Jr.受到悟空爺爺的勉勵下鼓起勇氣和自信，小芳奶奶及旅行中遇難的帕庫也平安無事，最後帶著悟空爺爺送的四星球離開包子山，並答應悟空爺爺在往後的日子要繼續努力，悟空Jr.一定也會像悟空爺爺小時候保護悟飯爺爺的遺物一樣，珍惜這一顆四星球。

### 終極人造人篇
第42話~第47話

宇宙邪惡科學家繆博士在地獄遇到設計人造人類的地球邪惡科學家蓋洛博士。兩人為了向孫悟空復仇，合力創造沒有情感的人造人地獄新十七號，這個地獄新十七號與現世的十七號發生共振反應並打開通往現世的地獄之門，此時鏡頭轉向地球上的七龍珠因這個壓力而產生裂痕和異常變化。地獄的新十七號與身在現世的人造人類十七號融合成完美的超級十七號，七龍珠戰士們完全敵不過。
孫悟空由於兩名邪惡科學家的緣故被騙到地獄裡去，在地獄遇見了過去的兩大強敵—弗力札和賽魯，雖然中了各種陷阱，但是孫悟空還是戰勝了。最後比克與天天使用念力再一次打開通往地球的地獄之門，讓孫悟空成功回到現世。但是面對超級十七號，即使是變身成為超級賽亞人四的孫悟空仍處於劣勢，最後十八號與孫悟空聯合進攻，孫悟空終於以龍拳與龜派氣功波成功消滅了超級十七號。

### 七隻邪惡龍篇
第48話~第64話

在終極人造人事件結束後，孫悟空等人打算找尋七龍珠讓地球復原。當大家找尋七龍珠時，發現每一顆七龍珠的表面都有裂縫，最後召喚出的竟然是黑煙龍。原來七龍珠每用一次就會累積負面能量，必須要等到一百年後才能完全淨化。自《七龍珠》的故事開始以來過度倚賴七龍珠許願，導致長年累積的負面能量令七龍珠變壞，繼而化成七條邪惡龍對地球造成威脅。於是孫悟空幫助七龍珠恢復原樣，和他的孫女小芳與吉魯再一次出發冒險。

最後在決戰一星龍時，孫悟空受到一星龍的攻擊而陷落到坑洞的深處之中，雖然仍持續進行戰鬥，但是全身彷彿覆蓋著無論任何攻擊都不能觸及的氣場，孫悟空在此時聚集巨大的元氣彈，他不斷祈求著人們在沒有七龍珠的世界裡，仍然能夠堅強地生存下去。擊敗一星龍和實現最後請求的孫悟空，跟著神龍和一起到任何人絕不能及的地方。貝吉達告訴小芳要妥善保管好孫悟空遺留的道服。

### 結局
時間來到在貝比復仇事件結束的一百年後的未來，世人在天下第一武道會立了孫悟空與地球英雄撒旦先生的紀念雕像。在武道會的賽場上孫悟空Jr.與達爾的後代進行比賽，二人的勝負未知，此時小芳彷彿看見她的爺爺孫悟空從觀眾席轉身離開，《七龍珠》的故事就這樣結束了。

## 主要人物

### 主角跟同伴
孫悟空
配音（少年時期）：野澤雅子（日本）；賀世芳（台灣）；盧素娟／曾佩儀【愛子動畫VCD版】（香港）
配音（成年時期）：野澤雅子（日本）；賀世芳→張文俊（台灣）；林國雄／劉昭文→陳廷軒【愛子動畫VCD版】（香港）
人人皆知，宇宙最強的超級英雄。在《七龍珠》的故事開始的時候還是個小孩子，最後和琪琪遵守孩提時代的約定而結婚。而《七龍珠GT》時期他已經成為有一名孫女的爺爺了，不過他的個性還是老樣子。現在孫悟空因為終極七龍珠的神龍影響變成一名看起來只有11歲的少年，於是和他的孫女小芳兩人經歷一次又一次的冒險。雖然變成小孩，但是孫悟空一點也不在乎，大概是因為他本來就像小孩了。
小芳
配音：皆口裕子（日本）；楊凱凱（台灣）；陸惠玲（香港）
孫悟飯和維黛兒的女兒，小芳的武術主要是由爺爺孫悟空教導。在《七龍珠Z》裡，小芳是在最後的武道大會才登場，當時年僅四歲的她就能順利通過許多成人組比賽。幼時的她很喜歡吃冰淇淋，現在喜歡到咖啡店裡點黑咖啡，長的很可愛，但是武術很厲害，絕不服輸，心情很容易起伏。她幹勁十足，不過卻很容易惹上麻煩。興趣是打擊邪惡，並且是個性率直又很堅強的少女。由於她的個子不高，所以擅長跳躍後從空中攻擊。她的煩惱是因為武術太厲害了，所以交不到男朋友。
根據七龍珠GT的DVD BOX介紹說法小芳是一名武術厲害的小女孩，但是在節目中她總是遭遇危險，所以不得不被她的祖父救起，小芳在這個故事扮演了「讓孫悟空成為英雄的女英雄」。
特南克斯（トランクス）
配音：草尾毅（日本）；于正昌→張文俊（台灣）
貝吉達和布瑪的兒子。遺傳到父親貝吉達的武術技巧，多次在危機中拯救孫悟空與小芳，是初期宇宙探險成員裡最可靠的駕駛。他是膠囊集團公司的老闆，擁有父親貝吉達的格鬥天分，以及母親布瑪的智慧，對於機械也非常熟練。他能夠變身成為超級賽亞人，不過因為長期工作而欠缺訓練，所以在故事中經常陷入苦戰，但是最倒楣的是經常被孫悟空與小芳莽撞行動搞得團團轉。在《七龍珠GT》中，他歷經許多戰鬥，不過對他來說最辛苦的，說不定是照顧孫悟空和小芳兩個小孩子。
貝吉達（ベジータ）
配音：堀川亮（日本）；孫中台→符爽（台灣）
賽亞人的王子。自尊心很強，只對如何讓自己變得更強感興趣，與孫悟空都是僅存的純種賽亞人。他是布瑪的丈夫，也是特南克斯和布拉的父親。在《七龍珠Z》弗利沙篇結束時為敗給孫悟空的失落感所苦，由於布瑪的溫柔的對待他而走進了愛河。但是在魔人普烏篇接近結尾，他認同孫悟空為“世界No.1”，因此決定不再追求孫悟空的影子。從貝吉達與布瑪成家來看，他其實是一個成熟穩重的人啊。現在因為臉上留著很紳士的鬍子，所以被女兒布拉的一句「爸爸，你的鬍子不好看!」對他心裡造成很大的打擊，於是決定把鬍子剃掉。其實這背後有一段小插曲，鳥山老師親戚的女兒說「貝吉達沒有鬍子比較帥!」，這句話傳到現場工作人員的耳裡。工作人員「是嗎?那麼就把他的鬍子剃掉就好了。要是貝吉達不剃掉鬍子就這樣變成了超級賽亞人，那麼他的鬍子也會變成金黃色的嗎?」
吉魯
配音：里内信夫（日本）；孫中台→符爽（台灣）
在伊美加星球的時候，不小心將孫悟空等人攜帶的龍珠雷達給吃下去了，所以跟他們一起行動。其實他是謬博士的手下，後來成為孫悟空一行人的同伴。他以機械為主食並且恢復能源，後來被貝比破壞，經過特南克斯維修又再次復活。他和小芳感情十分要好，製造編號為：DB4649T2006RS，是內藏龍珠雷達的機器人。
超級賽亞人四（超サイヤ人4）
配音：野澤雅子、堀川亮（日本）；張文俊、符爽（台灣）
紅色的勇士，超級賽亞人的最強型態，力量比超級賽亞人三強上很多，會用能量彈連擊以及十倍的龜派氣功波。戰鬥民族賽亞人之中，每1000年內才會出現一個『超級賽亞人』，而他的究級形態是超級賽亞人四。必須要擁有賽亞人的尾巴，以及具備成為超級賽亞人的能力，在變身成為金黃色巨猿回復理智後，才能變身成為身上長滿紅色體毛的超級賽亞人四。
超級賽亞人四悟基塔（超サイヤ人4ゴジータ）
配音：野澤雅子、堀川亮（日本）；張文俊、符爽（台灣）
的力量與友情的融合，《七龍珠》全次元最強的戰士悟空和貝吉達融合後誕生的無敵戰士。紅色頭髮，有點孩子氣是他的特徵。力量強到用一根手指頭就能打倒一星龍，說不定有超過一般超級賽亞人四數十倍的力量，還可以用巨爆攻擊十倍龜派氣功波這種夢幻的連續技巧。
根據七龍珠GT的DVD BOX介紹說法，超4悟吉塔是在七龍珠GT即將落幕前的邪惡龍篇，最後臨時創造出來，為了表現達爾的心境與過去有所改變和成長，讓達爾主動和超4悟空提議融合，最後誕生超4悟吉塔。設定也從初次登場的Z劇場版擁有強大的正面能量，能抵抗邪惡能量的反派，在這裡也變成擁有無限大的正面能量的BUG角色。

### 同伴兼敵人
四星龍（四星龍）
配音：山口健（日本）；符爽（台灣）
從四星球變化而成的攝氏6000度力量!!太陽的戰士（摂氏6000度のパワー!太陽の戦士）。雖然是邪惡能量變化而成，四星龍卻是所有邪惡龍唯一純正善良的戰士、從不做壞事。他曾經和扶養悟空長大的孫悟飯與孫悟空在包子山相處數十年時間，現在的他一心只想與悟空好好的公平較量一番，最後反過來與悟空聯手對抗邪惡的超級一星龍。後來悟空將這顆四星球送給悟空Jr.當做爺爺悟空的獎勵，這個少年也會像悟空小的時候一樣珍惜得來不易的寶物。

### 主要敵人
終極龍珠（究極のドラゴンボール）、終極神龍（究極神龍）
配音：内海賢二（日本）；符爽（台灣）
黑色星星的龍珠…那就是終極龍珠!力量非常強大，就連已經死過二次的人都能復活，既使超過以前神龍權限的任何願望都能實現的神祕龍珠，其大小也比一般的龍珠大上一圈，召喚出來的神龍體型比一般的神龍大十倍以上。力量很強，但是反作用力也很大，只能實現一個願望，在使用後終極龍珠將會飛散在全宇宙中。要是不能在許願後的一年內把終極龍珠收集齊全的話，使用者許願的星球就會毀滅!它和普通龍珠一樣會發出微弱的電波，悟空他們可以在宇宙中追尋這七顆龍珠。製作者比克與天神在《七龍珠Z》的人造人賽魯篇中融合恢復成天才那美克星人，龍珠只要存在再世上一天 災難就會不斷發生…終極龍珠本來就是不能被使用，所以一直封印在天界神殿的深處。
貝比
配音：沼田祐介（日本）；符爽→王慕航（台灣）
宇宙邪惡科學家—繆博士所創造出來的寄生型生物，真實身分是被賽亞人消滅的種族—茲夫爾人，因此他的細胞裡面有茲夫爾王的基因。
主要的目的有二：一是讓茲夫爾人復活，另外是向賽亞人復仇。最強的絕招是復仇死亡彈，可以說是邪惡版的生命球以及超級終極砲等等。
超級十七號（超17号）
配音：中原茂（日本）；張文俊（台灣）
蓋洛博士的人造人開發技術跟繆博士機器融合理論結合下來的產物。有將能量源像機關槍一樣射出去的閃光爆炸，還有把黑色能源結晶放射出來的電擊地獄球。當人造人十七號與地獄新十七號合體成為超級十七號時，他的服裝跟外觀也有很大的變化!手掌心是能源吸收裝置，他就是用這個吸收戰士們的攻擊。
黑煙龍（黒煙の龍）
配音：郷里大輔（日本）；符爽（台灣）
真正的敵人…那就是七龍珠啊!七龍珠本來只能在一百年內使用一次而已。可是悟空一夥人卻在短短五十年內反覆地使用七龍珠無數次，所以七龍珠裡面積累了許多負能量。這個負能量不僅讓七龍珠產生裂痕，而且還打破七龍珠跑出來變成了黑煙龍想要消滅銀河，隨即化成了七條邪惡龍分散到地球的各個地方。每一隻邪惡龍身上的某處，一定都有一顆七龍珠。可以說是史上最強的敵人，悟空要怎麼跟龍珠決鬥呢?
一星龍（一星龍）
配音：柴田秀勝（日本）；王慕航（台灣）
壓倒性的力量!!支配邪惡龍的龍（強さ圧倒的!!邪悪龍を支配する龍）原來他就是之前出現在悟空他們面前的黑煙龍，就算是超級賽亞人4的悟空使出十倍龜派氣功也對他毫不管用。在吸收所有七龍珠後成為超級一星龍的他獲得所有邪惡龍的特殊能力與力量，他的邪惡負向能量已經強大到足以毀滅所有銀河系的程度，但是在此之前打算要讓所有的地球人陷入痛苦的絕望深淵，可以說是七龍珠裡最強的敵人。

## 工作人員

### 主要製作人員
- 原作：鳥山明、集英社・Jump Comics
- 企劃：清水賢治、森下孝三、蛭田成一、河合　徹、吉田竜也
- 製作人：金田耕司（富士電視台）、蛭田成一（東映動畫）
- 劇本統籌：松井亞彌
- 人物設定：中鶴勝祥
- 總作畫監督：宮原直樹（第1話～第40話，第64話）、山室直儀（第41話～第63話）
- 色彩設計：坂本陽子
- 美術設定：辻忠直 、吉池隆司
- 音樂：德永曉人
- 系列導演：葛西治
- 公關：小中ももこ、城ヶ崎祐子、為永佐知男
- 製作行政：末永雄一
- 製作：富士電視台、東映
- 製作協力：青二製作
- 版權所有：BIRD STUDIO／集英社・富士電視台・東映動畫

### 製作人員
- 劇本編劇：松井亞彌、前川淳、久保田雅史、等
- 錄音：二宮健治
- 編集：福光伸一
- 選曲：宮下滋
- 音響効果：新井秀徳
- 音頻總監：小松亘弘
- 錄音工作室：TAVAC
- 美術：吉池隆司、吉田智子、坂木功治、藤田勉
- OPENING／ENDING繪製：宮原直樹、佐藤正樹、志田直俊、中鶴勝祥、山室直儀、等
- 作畫監督：井手武生、稻上晃、山室直儀、袴田裕二、久田和也、内山正幸、等
- 助理導演：葛西治、橋本光夫、菊池一仁、上田芳裕、藤瀬順一、角銅博之、山內重保、等
- 美術進行：御園博
- 完成進行：山下紀彦

## 主題曲
| 類別   | 歌曲 | 作詞     | 作曲       | 編曲     | 歌 |
| ------ | --- | -------- | ---------- | -------- | --- |
| 片頭曲 | （心漸漸被你吸引）                                                                                       | 坂井泉水 | 織田哲郎   | 葉山剛   | FIELD OF VIEW ※第64話（最終回）除了主題曲之外，還在片尾曲之前以全曲形式播放。 ※此首歌收錄在1996年3月23日發行的「ドラゴンボール～最強への道～」オリジナルサウンドトラック」專輯裡。 ※同年負責作词的坂井泉水在1996年7月8日發行的專輯“TODAY IS ANOTHER DAY”也發表自己的演唱版本。                  |
| 片尾曲 | （並不是一個人）（第1話（1996年2月7日）- 第26話（1996年10月30日）                                        | 池森秀一 | 織田哲郎   | 古井弘人 | DEEN |
| 片尾曲 | Don't you see!（你不明白嗎!）（第27話（1996年11月6日）- 第41話（1997年3月12日）・特別篇（1997年3月26日） | 坂井泉水 | 栗林誠一郎 | 葉山剛   | ZARD ※播映16年後的2012年的「TV on-air ver.」被收录在BOX『ZARD Album Collection〜20TH ANNIVERSARY〜』。 |
| 片尾曲 | Blue Velvet（藍色天鵝絨）（第42話（1997年4月16日）- 第50話（1997年6月25日）                              | 愛絵理   |            |          | 工藤静香 |
| 片尾曲 | （用生鏽的機關槍擊穿今天）（第51話（1997年7月2日）- 第64話（1997年11月19日）                             | 小松未歩 | 小松未歩   | 池田大介 | WANDS ※同年負責作词的小松未歩在1997年12月3日發行的專輯“謎”也發表自己的演唱版本。 以DRAGON BALL GT名义的音乐在目前尚未发售。但是播映开始的一个月后上映剧场的『七龍珠 最強之道』的原聲帶『ドラゴンボール最强之道ORIGINAL SOUNDTRACK』同時收錄《七龍珠GT》『最强之道』全都由德永晓人的製作的音樂。 |

## 各話列表
标题和旁白由八奈见乘儿担当，台灣版本由孫中台（ep.1-26）、張文俊（ep.27起旁白）、賀世芳（ep.27起標題）擔當。

### 終極七龍珠篇
| 話數 | 日文標題 | 中文標題                               | 脚本           | （分鏡） 演出         | 作畫監督 | 美術     |
| ---- | -------- | -------------------------------------- | -------------- | --------------------- | -------- | -------- |
| 1    |          | 神秘的龍珠出現!!悟空變成了小孩!?       | 松井亞彌       | 葛西治                | 久田和也 | 藤田勉   |
| 2    |          | 我才是主角!小芳踏上宇宙飛行的旅程!!    | 松井亞彌       | 橋本光夫              | 内山正幸 | 吉田智子 |
| 3    |          | 超級搶錢!!商人的行星伊美加             | 松井亞彌       | 菊池一仁              | 袴田裕二 | 藤田勉   |
| 4    |          | 悟空成了通緝犯!?                       | 久保田雅史     | 上田芳裕              | 菅野利之 | 吉田智子 |
| 5    |          | 發現了厲害傢伙!!保鑣雷基克             | 久保田雅史     | 角銅博之              | 石川晋吾 | 藤田勉   |
| 6    |          | 有點痛!悟空權充牙醫                    | 前川淳         | 橋本光夫              | 宮原直樹 | 吉田智子 |
| 7    |          | 親愛的甜心!?新娘竟然是特南克斯         | 松井亞彌       | 菊池一仁              | 内山正幸 | 藤田勉   |
| 8    |          | 悟空也嚇一跳!!鬍鬚超能力全開           | 松井亞彌       | 上田芳裕              | 袴田裕二 | 吉田智子 |
| 9    |          | 糟糕了!!悟空闖入了陷阱星球!?           | 松井亞彌       | 橋本光夫              | 菅野利之 | 藤田勉   |
| 10   |          | 一起來跳舞吧，彭巴巴                   | 松井亞彌       | 角銅博之              | 久田和也 | 吉田智子 |
| 11   |          | 路德的詛咒!?變成了娃娃的小芳           | 久保田雅史     | 菊池一仁              | 稲上晃   | 藤田勉   |
| 12   |          | 神的指示才是危機!!路德開始啟動了       | 久保田雅史     | 葛西治                | 内山正幸 | 吉田智子 |
| 13   |          | 這個傢伙才是老大!?身分成謎的科學家，謬 | 松井亞彌       | 上田芳裕              | 山室直儀 | 藤田勉   |
| 14   |          | 算準了節拍，路德攻略法                 | おおいとしのぶ | 橋本光夫              | 袴田裕二 | 吉田智子 |
| 15   |          | 我要變壞，小芳離家出走                 | おおいとしのぶ | 山内重保              | 菅野利之 | 藤田勉   |
| 16   |          | 機械星球M2，背叛者吉魯                 | 松井亞彌       | 今村隆寛              | 久田和也 | 吉田智子 |
| 17   |          | 只有靠小芳了!悟空救出作戰!!            | 前川淳         | 菊池一仁              | 井手武生 | 藤田勉   |
| 18   |          | 資料是沒有用的!!悟空的全實力           | 久保田雅史     | 上田芳裕              | 内山正幸 | 吉田智子 |
| 19   |          | 出馬!!最強的突變體，路爾德             | 前川淳         | 橋本光夫              | 山室直儀 | 藤田勉   |
| 20   |          | 太驚訝了!!朝悟空來襲的金屬液體         | 矢島大輔       | （山内重保） 門田英彦 | 袴田裕二 | 吉田智子 |
| 21   |          | 竟有這種事!!變成了金屬板的悟空         | 松井亞彌       | 葛西治                | 菅野利之 | 藤田勉   |
| 22   |          | 被揭開的野心!!邪惡生命體貝比           | 松井亞彌       | 今村隆寛              | 久田和也 | 吉田智子 |

### 復仇鬼貝比篇
| 話數 | 日文標題 | 中文標題                           | 脚本           | （分鏡） 演出 | 作畫監督 | 美術     |
| ---- | -------- | ---------------------------------- | -------------- | ------------- | -------- | -------- |
| 23   |          | 隱藏的危機!?遇難船和謎般的少年     | 武上純希       | 上田芳裕      | 内山正幸 | 藤田勉   |
| 24   |          | 貝比大反攻!!目標是賽亞人!!         | 前川淳         | 菊池一仁      | 井手武生 | 吉田智子 |
| 25   |          | 糟糕了!!貝比在地球上出現了         | 前川淳         | 橋本光夫      | 山室直儀 | 藤田勉   |
| 26   |          | 悟飯與悟天…最激烈的兄弟之鬥!?      | 武上純希       | 今村隆寛      | 内山正幸 | 吉田智子 |
| 27   |          | 慾望達成，貝基塔（貝吉達）被附身了 | 矢島大輔       | 上田芳裕      | 久田和也 | 藤田勉   |
| 28   |          | 悟空回來了…地球全都是我的敵人      | 矢島大輔       | 菊池一仁      | 稲上晃   | 吉田智子 |
| 29   |          | 大事不妙!?超級賽亞人3也失敗了!!    | 武上純希       | 橋本光夫      | 内山正幸 | 藤田勉   |
| 30   |          | 消滅悟空，我死掉了                 | 前川淳         | 今村隆寛      | 井手武生 | 吉田智子 |
| 31   |          | 不得了了，雙六空間崩潰了           | 前川淳         | 上田芳裕      | 山室直儀 | 坂木功治 |
| 32   |          | 讓悟空回去!!憤怒的戰士烏普         | 武上純希       | 門田英彦      | 袴田裕二 | 吉田智子 |
| 33   |          | 貝比納命來!新生烏普的必殺射線!!    | 武上純希       | 菊池一仁      | 久田和也 | 坂木功治 |
| 34   |          | 變身失敗!?悟空變成的大猿猴大暴動!! | 武上純希       | 葛西治        | 内山正幸 | 吉田智子 |
| 35   |          | 悟空變化為最強的超級賽亞人4了      | 前川淳         | 橋本光夫      | 稲上晃   | 吉池隆司 |
| 36   |          | 不會死的怪物!?兇惡的大猿猴貝比     | 前川淳         | 今村隆寛      | 小泉昇   | 吉田智子 |
| 37   |          | 貝比與悟空雙雙被擊倒了!!           | おおいとしのぶ | 上田芳裕      | 袴田裕二 | 吉池隆司 |
| 38   |          | 用大家的力量…讓超級賽亞人4復活     | おおいとしのぶ | 門田英彦      | 久田和也 | 吉田智子 |
| 39   |          | 這是最後的決戰!終於消滅貝比了      | 武上純希       | 菊池一仁      | 内山正幸 | 坂木功治 |
| 40   |          | 地球爆炸，比克重大的決定           | 前川淳         | 橋本光夫      | 山室直儀 | 吉田智子 |

### 終極人造人篇
| 話數 | 日文標題 | 中文標題                          | 脚本   | （分鏡） 演出     | 作畫監督 | 美術     |
| ---- | -------- | --------------------------------- | ------ | ----------------- | -------- | -------- |
| 41   |          | 天下第一武道大會 撒旦的後繼者是誰 | 前川淳 | 今村隆寛          | 内山正幸 | 吉田智子 |
| SP   |          | 悟空外傳!勇氣的證明四星球         | 前川淳 | 上田芳裕 門田英彦 | 稲上晃   | 吉池隆司 |
| 42   |          | 去死吧，悟空!!從地獄復活的強敵    | 前川淳 | 菊池一仁          | 山室直儀 | 吉田智子 |
| 43   |          | 地獄的魔戰士!西魯與弗利沙復活了   | 前川淳 | 橋本光夫          | 小泉昇   | 坂木功治 |
| 44   |          | 終極的人造人!兩個17號合體         | 前川淳 | 上田芳裕          | 久田和也 | 吉田智子 |
| 45   |          | 悟空，動作快!!脫離地獄大作戰      | 前川淳 | 門田英彦          | 内山正幸 | 吉池隆司 |
| 46   |          | 超級賽亞人4與超級17號的激戰       | 前川淳 | 今村隆寛          | 袴田裕二 | 吉田智子 |
| 47   |          | 大逆轉，悟空與18號兩段式攻擊策略  | 前川淳 | 菊池一仁          | 井手武生 | 吉池隆司 |

### 七隻邪惡龍篇
| 話數 | 日文標題 | 中文標題                                  | 脚本           | （分鏡） 演出         | 作畫監督 | 美術     |
| ---- | -------- | ----------------------------------------- | -------------- | --------------------- | -------- | -------- |
| 48   |          | 怎麼會這樣!神龍竟然變成敵人了?!           | おおいとしのぶ | 橋本光夫              | 山室直儀 | 吉田智子 |
| 49   |          | 最強的敵人?!會用恐怖絕招的邪惡龍          | おおいとしのぶ | 上田芳裕              | 小泉昇   | 坂木功治 |
| 50   |          | 賽亞力量壯烈犧牲!?電器怪獸5星龍           | 前川淳         | 門田英彦              | 内山正幸 | 吉田智子 |
| 51   |          | 6星龍!找出龍捲風攻擊的弱點                | 前川淳         | 今村隆寛              | 久田和也 | 吉田智子 |
| 52   |          | 小芳危險，7星龍的絕招                     | 前川淳         | 菊池一仁              | 山室直儀 | 坂木功治 |
| 53   |          | 小芳消滅了!?含淚的10倍龜派氣功波          | おおいとしのぶ | 橋本光夫              | 内山正幸 | 吉田智子 |
| 54   |          | 攝氏6000度的力量!太陽的戰士               | おおいとしのぶ | 上田芳裕              | 小泉昇   | 吉池隆司 |
| 55   |          | 布瑪展開行動!貝基塔（貝吉達）改造計畫     | 前川淳         | 上田芳裕              | 内山正幸 | 吉池隆司 |
| 56   |          | 太陽之後是極寒!火焰與冰兩個兄弟龍         | 前川淳         | 菊池一仁              | 井手武生 | 吉田智子 |
| 57   |          | 壓倒性的強勢!!控制邪惡龍的龍              | 前川淳         | 今村隆寛              | 久田和也 | 藤田勉   |
| 58   |          | 開始反擊!超越超級賽亞人4                  | おおいとしのぶ | 橋本光夫              | 内山正幸 | 吉田智子 |
| 59   |          | 是敵人還是朋友…大猿猴貝基塔（貝吉達）暴動 | おおいとしのぶ | 上田芳裕              | 山室直儀 | 藤田勉   |
| 60   |          | 融合，終極戰士悟基塔（悟吉達）            | 前川淳         | 菊池一仁              | 袴田裕二 | 吉田智子 |
| 61   |          | 我絕對會贏!悟空吃了4星球                  | 前川淳         | （森下孝三） 藤瀨順一 | 井手武生 | 藤田勉   |
| 62   |          | 拯救悟空，最後的夥伴登場                  | 前川淳         | 上田芳裕              | 内山正幸 | 吉田智子 |
| 63   |          | 奇蹟似逆轉的勝利!!悟空拯救地球了          | 前川淳         | 門田英彦              | 久田和也 | 藤田勉   |
| 64   |          | 再會了，悟空…後會有期                     | 前川淳         | （上田芳裕） 門田英彦 | 宮原直樹 | 吉田智子 |

## DVD、VCD
日本地區分2005年版及2008年版。
- 品名：日語：
  - 2005年5月25日的版本附贈特製小冊子「DragonBook」，來自《七龍珠》漫畫作者鳥山明先生的親筆留言和超級賽亞人4孫悟空的肖像、動畫製作人對本作介紹解說、結語和回顧，另外還收錄映像特典（Original Video Animation）電視未曾播映過的影像贈品。
- 2008年2月6日的版本為藍光版。
  - 全64話・共11卷　每卷收錄6話（第10、11卷各收錄5話）
  - 一卷150分鐘；4:3標準畫面；杜比數位；單聲道
  - 畫面的色調、特效，和1996年在日本首播及2005年發售的DVD BOX不同。
- 配音：日本語
- 翻譯字幕：無

香港地區由千勣企業代理、日本東映動畫公司正版授權。
- 品名：
- 配音：粵語、日本語（可以自由選擇）
- 翻譯字幕：繁體中文字幕（可顯示/隱藏）

台灣地區由新碟訊國際代理、日本東映動畫公司正版授權。
- 品名：
- 配音：國語、日本語（可以自由選擇）
- 翻譯字幕：繁體中文字幕（可顯示/隱藏）

## 電子遊戲
截止至2020年8月，目前有二款基於《七龍珠GT》的官方電子遊戲軟體，分別是1997年由日本、法國，西班牙和北美的萬代共同開發及發行，在PS平台發售的《七龍珠FINAL BOUT》（Dragon Ball Final Bout），以及在GBA平台上由美國Webfoot Technologies開發，於2005年8月9日由Atari發行的Dragon Ball GT: Transformation。
2015年3月10日及同年4月14日《七龍珠 異戰》（ドラゴンボール ゼノバース）亦發佈兩個《七龍珠GT》的Packs。2019年5月9日《七龍珠FighterZ》（DRAGONBALL FighterZ）玩家可經由額外付費後操控GT的少年悟空。2021年1月15日再追加「超級貝比2」，2021年3月12日再追加「超級賽亞人4 悟基塔」。

## 相關書籍

### Film comic
Jump・動畫漫畫・七龍珠GT - 集英社
- 在日本集英出版社最強Jump雜誌上刊載的「七龍珠GT Anime Comics」（七龍珠GT ANIMECOMICS）。
- 為1996年至1997年播映的電視動畫《七龍珠GT》第1話至第64話內容重新印刷的彩色漫畫，全套共38冊。

Jump Comic 七龍珠GT Anime Comics 邪惡龍篇- 集英社，全3冊
- 電視動畫的第48話~第64話『邪惡龍篇』全彩的漫畫。第3卷有附來自人物設計師中鶴勝祥先生的訪談及參加本作的人物設定資料。
  - Vol.1、2019年12月9日發行（2019年12月4日發售、ISBN 978-4-08-882159-7
  - Vol.2、2019年12月9日發行（2019年12月4日發售、ISBN 978-4-08-882160-3
  - Vol.3、2019年12月9日發行（2019年12月4日發售、ISBN 978-4-08-882161-0

Jump・動畫漫畫・七龍珠GT：悟空外傳!勇氣的證明是四星球 - 集英社、1997年7月23日、ISBN 4-83-421525-3
- 被作為電視動畫額外的特別篇，後來重新印刷彩色漫畫。

稍微回來一下的怪博士與機器娃娃
- 原作、監：鳥山明，編劇：小山高生，連載於集英社V Jump1993年2月21號－1996年9月號
- 由中鶴勝祥負責作畫的全彩色漫畫作品，單行本全4冊。

請多多指教七龍珠
- 在1996年鳥山明（Akira Toriyama）創作的一頁短篇漫畫，介紹《七龍珠》的特色－關於第十週年紀念電影《七龍珠：邁向最強之路》和電視動畫《七龍珠GT》－在週刊少年Jump Bonus Comic 1996年3月13日第三頁中被刊載。

另外七龙珠大全集第7卷还刊登了鸟山明的《七龍珠GT》的设计画，

### 指南書
Jump・動畫漫畫・初級 七龍珠GT 完全檔案Nol.1 - 集英社、1997年5月24日、ISBN 4-8342-1524-5
- 主要包含“《七龍珠GT》”前半部分的指南。介紹了“GT”的時間表和術語詞典，以及鳥山明提供的圖像板和原始草稿。

Jump・動畫漫畫・初級 七龍珠GT 完全檔案Nol.2 - 集英社、1997年12月17日、ISBN 4-8342-1528-8
- 主要包含“七龍珠GT”後半部分的指南。提供鳥山明標題設計的備忘錄、長期下來野沢雅子的專訪紀錄。
- 絕版已久的“七龍珠GT完全檔案”於2006年4月重新發行是復刻版的“Nol.1”“Nol.2”。[77]

## 評價
- 儘管在美國業界《七龍珠GT》被評分為「傑出的成功作品[78]」在收視率及DVD銷量方面，僅次於前一部節目《七龍珠Z》的第二名作品[78]。但是由於《七龍珠》的漫畫作者鳥山明並未參與故事及腳本的創作，所以在網路上時常被漫畫讀者、動畫影迷調侃為「七龍珠之恥」「害群之馬」[79][80]。
- 在日本的平均受眾電視收視率為14.6％[81]，最高收視率為19.7％[81]，最低收視率9.6%[81]。在《七龍珠GT》完結篇的八年之後，發行DVD-BOX時銷售了31,696份和21,227份，相比之下，《七龍珠》與《七龍珠Z》的售量均低於此值（页面存档备份，存于）。
- 《七龍珠：爆裂激戰2》的製作人Ryo Mito表示“《七龍珠GT》受到國外觀眾的喜愛。但是在日本，它並不那麼受歡迎。”[82]
- 由美國Funimation所製作的《七龍珠GT》英文版本，在播放時由於剪走初期16集的劇情，在作品接近尾聲時將剪走的初期16集劇情加插進去。主題歌與音樂BGM被改成觀眾無法接受的版本，所以收到許多的負面評論[83]。這個節目擁有大量戰鬥與暴力情節，他們認為這並不適合出現在(美國)兒童頻道播放，讓許多家長反感批評[84]。
- 在美國《七龍珠GT》中的超級賽亞人4很受歡迎。本作收視年齡層設定在6歲至11歲的觀眾，在美國放映時，約有4%的觀眾是符合這裡的年齡，森下先生提到「この数字は、かなり高い数字」（這個數字十分驚人）。[12]
- 2013年3月在法國坎城舉辦的國際電視節目展（50週年紀念MIPTV），1996年東映動畫出品的原創動畫節目《七龍珠GT》，被入選為「世界のテレビを変えた50作」（改變世界電視的50部作品）1996年度其中還包括《七龍珠GT》在內的四部作品。[85]
- 儘管日本的集英社於2013年出版關聯書籍[注 11]也收錄本作的故事為系列的主要故事，但是依地區不同評價也有所差異。
  - 日本將本作稱為「アニメの神様[86][87]」。東映動畫也將《七龍珠GT》分發至萬代頻道，以110日圓計費供日本的民眾線上觀賞[88]評分為滿級5.0，這部作品獲得4.2[88]。
  - 2021年2月7日，在「『ドラゴンボールGT』放送25周年(『七龍珠GT』播映25周年)」《七龍珠GT》在日本的評價算是不錯。但是因為在《七龍珠Z》結束後製作《七龍珠GT》，所以在30代和40代日本粉絲之間存在共同回憶：GT被稱為“對不起，鳥山明老師”的簡稱的黑色幽默笑話。[89]
  - 《七龍珠GT》在華人市場中，因為節目未符合影迷和原作書迷心目中理想的《七龍珠》，所以累積長達超過二十年的時間受到大量猛烈的抨擊，部份影迷也為了否定節目試圖將本作拒於千里之外。例如:來自香港的插畫藝術家高地仁先生提出「龍珠GT不是鳥山明本人製作，所以不能列入正史；由鳥山明製作的龍珠及龍珠Z[注 12]才是正史」[90][91]。來自台灣的Youtuber瘋狂老爹本名:任恒志先生也提出GT雖然具備感人劇情跟完美結局，但是故事架構的安排和人物設計的不合理與拖台錢令他與多數影迷無法接受[92][93]。

 阿根廷
1997年4月「Magic Kids」在星期一至星期五，每天連續播送四話《七龍珠Z》至1998年5月後接著《七龍珠GT》，同一時間播放《七龍珠系列》劇場版。是「Magic Kids史上最成功的電視節目動畫系列之一」身受阿根廷的孩童的喜愛，由於收視率緣故它們在該頻道經常重播。
 智利
在智利，1997年至2002年，動畫節目《七龍珠》系列在Mega兒童頻道播出，尤以《七龍珠Z》《七龍珠GT》獲得巨大迴響，在小學生與中學生的年齡層中廣受歡迎。
 
多明尼加共和國從1998年起，於Telesistema kids播放，多明尼加共和國數據顯示收視率最高的電視動畫系列。
 臺灣
在台灣的片名為《七龍珠》。於1990年東映動畫發送至鄰國的台灣電視公司播送並獲得高收視率。《七龍珠Z》以《新七龍珠》為名於1992年播送。《七龍珠GT》在第1話至第3話以《新新七龍珠》》進行播送；第4話起更名為《新七龍珠GT》從1998年開始播送。《七龍珠GT》因為不尊重鳥山明原作的《七龍珠》設定，所以從1998年播放起至2021年受網路BBS廣大粉絲嚴厲抨擊、並不受到歡迎。在《七龍珠超》推出後，亦有許多粉絲提出鳥山明把《七龍珠GT》歸類在同人誌而感到非常的開心。
 中国大陆
來自中國大陸的《龍珠》系列作品的粉絲評論節目的動畫師的繪畫能力、負責故事架構設計人員的專業能力未達粉絲的理想標準。
此外，由於開頭「終極七龍珠篇」與電視節目「悟空外傳！勇氣的證明是四星球」的故事完全抄襲了《七龍珠》；「復仇鬼貝比篇」至結尾的「邪惡龍篇」故事完全抄襲《七龍珠Z》，因此中國大陸的粉絲也與台灣的粉絲同樣反對這個節目與其幕後的工作人員。但仍有少數《七龍珠系列》的粉絲仍認為這個故事結構的設計很創新及完整。

## 續篇爭議
2005年Dragon Box上，鳥山所繪的GT超級賽亞人4孫悟空下方留言將節目稱為「原作《七龍珠》的宏大外傳故事」。這個爭議被英國的《七龍珠》粉絲解釋為“原作漫畫的官方續篇”，然而有另外的粉絲則認為鳥山只是客套話，亦即正好相反。2014年12月電影《七龍珠Z 神與神》上映後，Funimation配音演員兼導演的克里斯托佛·沙巴特說"GT不再是續集了"意味著電影的上映將GT否定掉並取代它成為官方內容。2015年7月《七龍珠超》電視節目於日本首播之後，網路上存在的爭議之一：GT與《七龍珠超》兩部作品的故事會否相連。西班牙Mision Tokyo漫畫博覽會藉此機會向東映動畫相關人員提問
- 2015年11月，擔任本作的總作畫監督及首席動畫師之一的山室直儀談論當年的《七龍珠GT》如何產生的過程之外，山室先生「GT與Z勢必有一套方式來銜接，但是GT不論故事或是劇情都來自東映動畫，不是鳥山明，有些性質層面不相同。」後續他接著說「悟空的超級賽亞人之神之後是超級賽亞人4（當時只有超賽神），但是沒有人知道《七龍珠超》的後續發展。」[104]
- 2017年11月，從龍珠超的監製櫻田博之口中也得到一些訊息，但似乎沒有辦法確定。並提到《七龍珠GT》是過去《七龍珠》製作團隊的原創延續，來自東映動畫的系列終結故事，希望為觀眾帶來這樣的想法。在《七龍珠超》正在努力的製作觀眾喜愛的武打動畫，現在老師的創作還沒有到達極限，希望收看《七龍珠》電視動畫系列的觀眾能等候未來的消息[105]。

## 播放电视台
| 翡翠台 星期三、五 00:35－01:00 9月7日起改為星期一 00:15－01:10 （若星期日為本地賽馬日則改為星期一深夜00:05－00:30）                             | 翡翠台 星期三、五 00:35－01:00 9月7日起改為星期一 00:15－01:10 （若星期日為本地賽馬日則改為星期一深夜00:05－00:30） | 翡翠台 星期三、五 00:35－01:00 9月7日起改為星期一 00:15－01:10 （若星期日為本地賽馬日則改為星期一深夜00:05－00:30） |
| --- | --- | --- |
| | 龍珠GT 第1－41集 （1998年7月15日－1999年1月11日）                                                                   | |
| 新增動畫時段 | 快打旋風 (動畫) （1999年1月25日－6月14日）                                                                          | |
| 翡翠台 7月21日－8月10日 星期二至六 00:35－01:00 8月3日至8月8日改為星期二至日 00:05－00:30 8月16日起改為星期一 00:15－01:10 8月30日 00:15－01:40 | | |
| 快打旋風 (動畫) （00:15－01:10）（星期一） （1999年1月25日－6月14日）                                                                           | 龍珠GT 第42－64集 （1999年7月21日－8月30日）                                                                        | 名偵探柯南 （1999年9月13日－2000年7月3日）                                                                          |
| 翡翠台 星期日 02:35－03:30 7月9日 01:45－02:40 （若星期日暫停播映「本週球壇精選」則改為星期日深夜01:40－02:35）                                 | | |
| 新增動畫時段 | 龍珠GT 重播，第1－64集 （1999年10月17日－2000年7月9日）                                                             | 熱鬥小馬 重播 （2000年7月16日－2001年2月25日）                                                                      |

## 外部連結
- 《七龍珠GT》動畫版官方網頁（页面存档备份，存于）（日語）
- 東映動畫創立60週年 《七龍珠GT》官方網頁（页面存档备份，存于）（日語）
- 《七龍珠》系列官方網站（页面存档备份，存于）集英社（日語）
- 《七龍珠》漫畫官方網站（页面存档备份，存于）集英社（日語）